# 李玲 (撑竿跳高运动员)
李玲（1989年7月6日—），中国女子田径运动员，专项为撑竿跳高。
她参加了2006年世界青年田径锦标赛，但在决赛中无成绩。2008年她在室内和户外都取得了个人最好成绩：2月在北京室内跳出4.45米，2个月后在杭州户外取得同样的成绩。
2008年夏季奥运会上她代表本国参赛，但4.15米的资格赛成绩不足以让她进决赛。在2009年世界田径锦标赛上，她表现好些了，但4.40米的赛季最佳成绩也以10厘米之差未能让她进入决赛。
2009年，她取得个人最佳成绩并夺取2009年亚洲室内运动会金牌，她的成绩距离亚洲纪录保持者张英宁的纪录仅1厘米。
2013年9月8日她在中国沈阳的全国运动会创下亚洲纪录4.65米。
2015年6月8日，她在2015年亞洲田徑錦標賽上创下新的亚洲室外纪录：4.66米。
此后，李玲又三次创造女子撑竿跳亚洲纪录，第一次是在武汉举行的2015年亚洲田径锦标赛，她将自己的纪录提高了一厘米，达到4.66米，第二次是在多哈举行的2016年亚洲室内田径锦标赛，她成为第一个跳过4.70米的女子撑竿跳者，上一次是在2019年上海钻石联赛中，她以4.72米的成绩获得第二名，这一纪录一直保持到现在。
在连续4次参加奥运会之后，李玲因为跟腱断裂，在中国队启程前往法国前突然退出了2024年奥运会。

## 职业生涯
| 年        | 賽事           | 舉辦城市           | 名次             | 記錄      |           |
| 代表 中国 | 代表 中国      | 代表 中国          | 代表 中国        | 代表 中国 | 代表 中国 |
| --------- | -------------- | ------------------ | ---------------- | --------- | --------- |
| 2006      | 世界青年锦标赛 | 中国北京           | 第1名 (资格赛)   | 4.00 m    |           |
| 2007      | 亚洲锦标赛     | 约旦安曼           | –                | 无成绩    |           |
| 2008      | 奥运会         | 中国北京           | 第27名 (资格赛)  | 4.15 m    |           |
| 2009      | 大学运动会     | 塞尔维亚贝尔格莱德 | 第6名            | 4.30 m    |           |
| 2009      | 世界锦标赛     | 德国柏林           | 第18名 (资格赛)  | 4.40 m    |           |
| 2009      | 亚洲室内运动会 | 越南河内           | 第1名            | 4.45 m    |           |
| 2009      | 东亚运动会     | 香港               | 第2名            | 4.05 m    |           |
| 2010      | 世界室内锦标赛 | 卡塔尔多哈         | 第16名 (资格赛)  | 4.20 m    |           |
| 2010      | 亚洲运动会     | 中国广州           | 第2名            | 4.30 m    |           |
| 2011      | 亚洲锦标赛     | 日本神户           | 第2名            | 4.30 m    |           |
| 2011      | 大学运动会     | 中国深圳           | –                | 无成绩    |           |
| 2011      | 世界锦标赛     | 韩国大邱           | 第29名 (资格赛)  | 4.25 m    |           |
| 2012      | 亚洲室内锦标赛 | 中国杭州           | 第1名            | 4.50 m    |           |
| 2012      | 奥运会         | 联合王国伦敦       | 第30名 (资格赛)  | 4.25 m    |           |
| 2013      | 亚洲锦标赛     | 印度浦那           | 第1名            | 4.54 m    |           |
| 2013      | 世界锦标赛     | 俄罗斯莫斯科       | 第11名           | 4.45 m    |           |
| 2014      | 亚洲运动会     | 韩国仁川           | 第1名            | 4.35 m    |           |
| 2015      | 亚洲锦标赛     | 中国武汉           | 第1名            | 4.66 m AR |           |
| 2015      | 大学生运动会   | 韩国光州广域市     | 第1名            | 4.45 m    |           |
| 2015      | 世界锦标赛     | 中国北京           | 第9名            | 4.60 m    |           |
| 2016      | 亚洲室内锦标赛 | 卡塔尔多哈         | 第1名            | 4.70 m AR |           |
| 2016      | 奥林匹克运动会 | 巴西里约热内卢     | 第16名 (资格赛)  | 4.55 m    |           |
| 2017      | 亚洲锦标赛     | 印度布巴内什瓦尔   | 第2名            | 4.20 m    |           |
| 2018      | 亚洲运动会     | 印度尼西亚雅加达   | 第1名            | 4.60 m    |           |
| 2019      | 亚洲锦标赛     | 卡塔尔多哈         | 第1名            | 4.61 m    |           |
| 2019      | 世界锦标赛     | 卡塔尔多哈         | 第13名           | 4.50 m    |           |
| 2021      | 奥林匹克运动会 | 日本东京           | –                | 无成绩    |           |
| 2022      | 世界锦标赛     | 美国尤金           | 第6名            | 4.60 m    |           |
| 2023      | 亚洲锦标赛     | 泰国曼谷           | 第1名            | 4.66 m    |           |
| 2023      | 世界锦标赛     | 匈牙利布达佩斯     | 第13名（资格赛） | 4.60 m    |           |
| 2023      | 亚洲运动会     | 中国杭州           | 第1名            | 4.63 m    |           |
| 2024      | 亚洲室内锦标赛 | 伊朗德黑兰         | 第1名            | 4.51 m    |           |
| 2024      | 世界室内锦标赛 | 联合王国格拉斯哥   | 第11名           | 4.40 m    |           |

## 个人最佳成绩
| 项目            | 最佳成绩 (米)   | 场馆             | 日期          |
| --------------- | --------------- | ---------------- | ------------- |
| 撑竿跳高 (户外) | 4.72 (亚洲纪录) | 中国上海市徐匯區 | 2019年5月18日 |
| 撑竿跳高 (室内) | 4.70 (亚洲纪录) | 卡塔尔多哈       | 2016年2月19日 |

- 所有信息从国际田联人物简介获取。

## 外部連結
- 李玲 (撑竿跳高运动员)在World Athletics（英语）
- 李玲 (撑竿跳高运动员)在Olympics.com（英语）
- 李玲 (撑竿跳高运动员)在Olympedia（英语）
- 李玲的新浪微博
- 2008年中国队